# Longecourt-en-Plaine
Longecourt-en-Plaine ist eine französische Gemeinde mit 1185 Einwohnern (Stand 1. Januar 2022) im Département Côte-d’Or in der Region Bourgogne-Franche-Comté. Sie gehört zum Arrondissement Dijon und zum Kanton Genlis.

## Geographie
Die Gemeinde liegt rund 17 Kilometer südöstlich von Dijon in der Ebene, die sich von dieser Stadt bis zur Saône erstreckt. Nachbargemeinden sind Thorey-en-Plaine im Norden, Marliens im Nordosten, Tart-le-Haut im Osten, Échigey im Südosten, Aiserey im Süden, Izeure im Südwesten und Saulon-la-Chapelle im Westen.
Durch das Gemeindegebiet verläuft das Flüsschen Oucherotte, das hier den Schifffahrtskanal Canal de Bourgogne quert und dabei auch zu dessen Wasserversorgung herangezogen wird.

## Bevölkerungsentwicklung
| Jahr                       | 1962 | 1968 | 1975 | 1982 | 1990 | 1999 | 2006 | 2016 | 2019 |
| Einwohner                  | 560  | 582  | 562  | 713  | 1023 | 1189 | 1254 | 1223 | 1237 |
| Quellen: Cassini und INSEE |      |      |      |      |      |      |      |      |      |

## Sehenswürdigkeiten

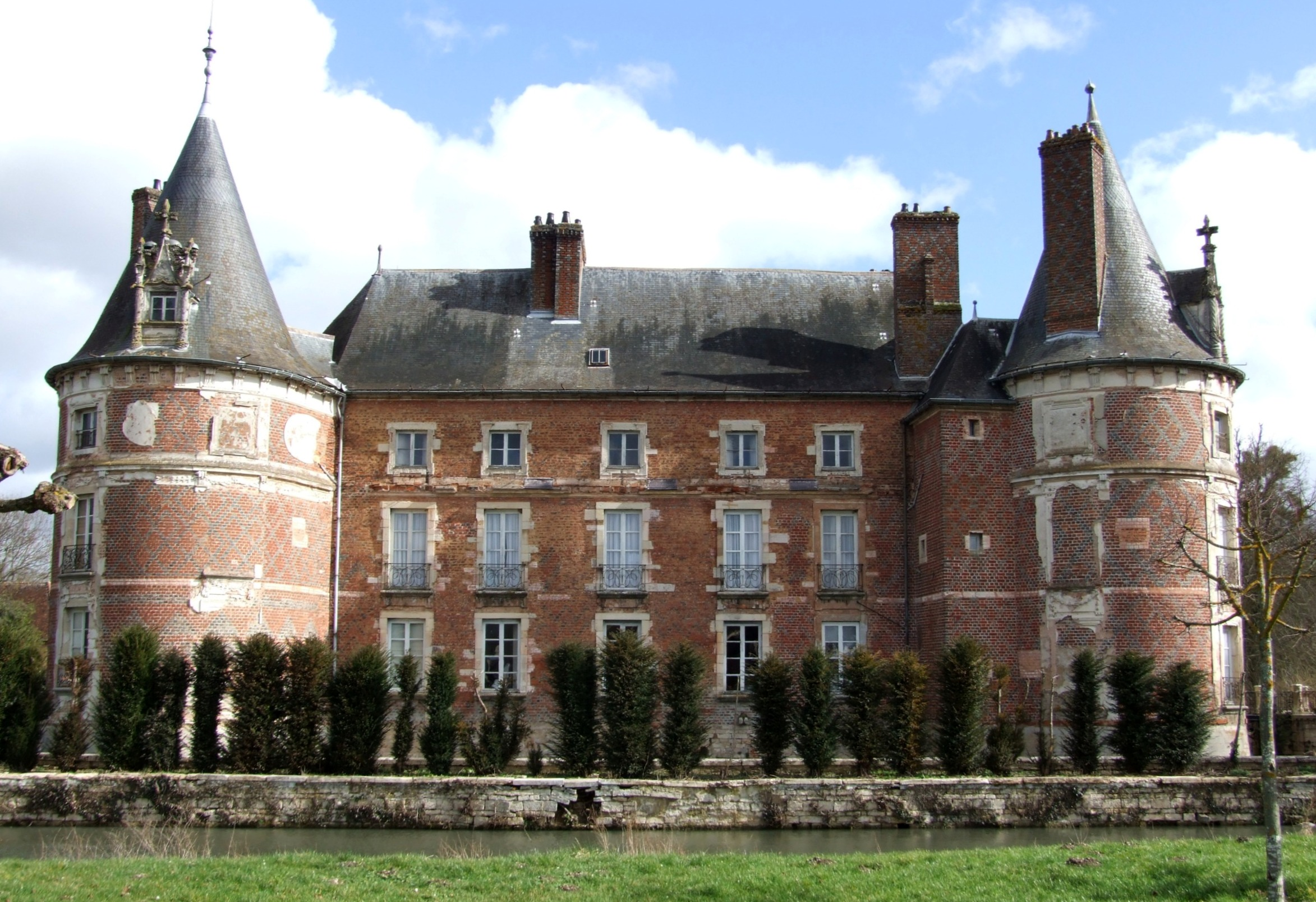
Wasserschloss

- Wasserschloss, erbaut ab dem 16. Jahrhundert (Monument historique)
- Kirche St-Didier

## Gemeindepartnerschaften
- Sprendlingen in Rheinhessen, Deutschland